# اجی‌پیام
اجی‌پیام (به ترکی استانبولی: Acıpayam) شهری است در کشور ترکیه که در استان دنیزلی واقع شده‌است. جمعیت این شهر بر اساس سرشماری سال ۲۰۰۸ میلادی ۱۲٬۱۵۴ نفر و بر اساس برآوردهای سال ۲۰۰۹ میلادی ۱۲٬۳۰۶ نفر می‌باشد.